# Stadt Überlingen (Schiff, 1929)
Das Dampfschiff Stadt Überlingen war ein Salondampfer auf dem Bodensee. Sie war das letzte für den Bodensee gebaute Passagierdampfschiff, und mit über 60 Meter auch das längste. Benannt wurde es nach der Stadt Überlingen  am nördlichen Bodenseeufer.

## Geschichte

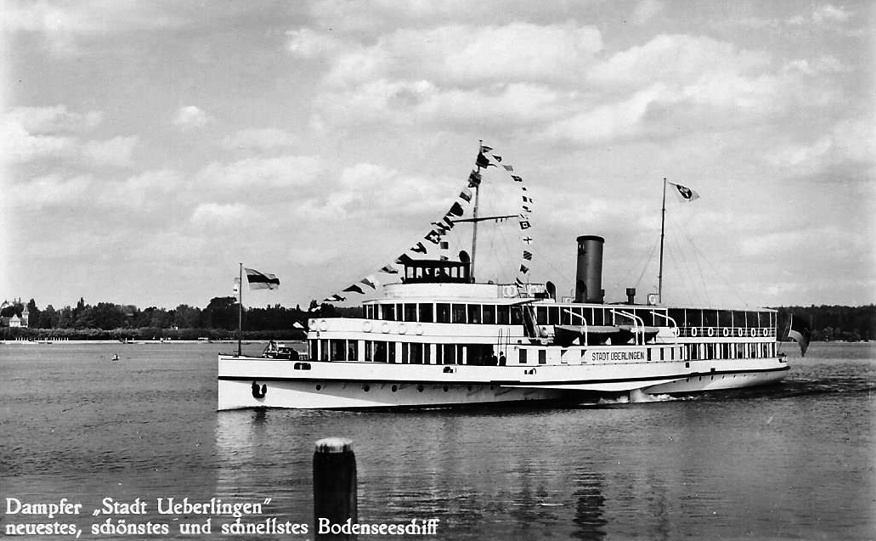
Das DS Stadt Überlingen bei der Rückkehr von der Abnahmefahrt am 10. September 1929

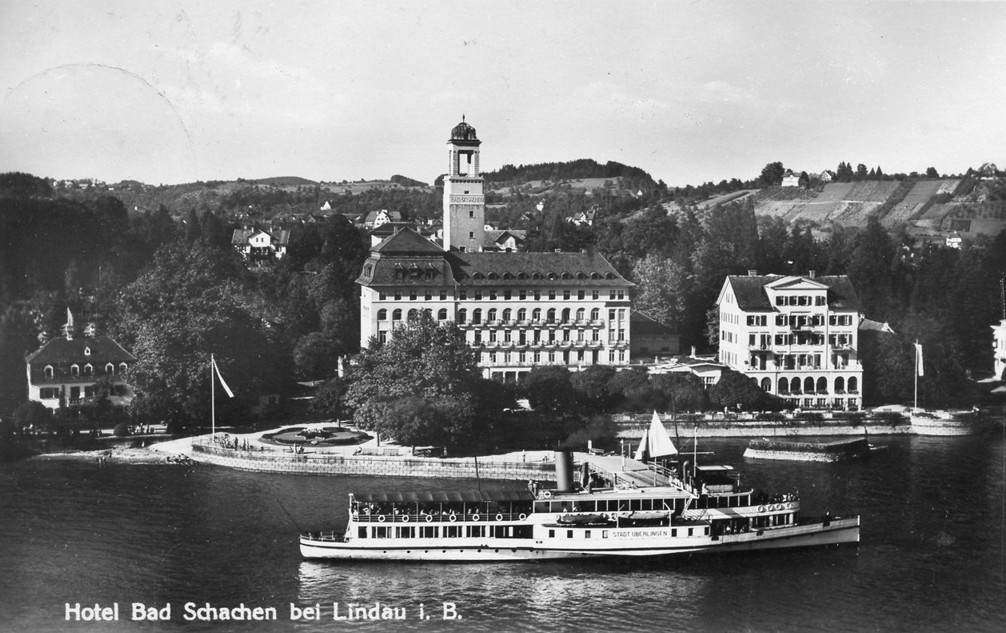
Die Stadt Überlingen um 1934 vor Bad Schachen

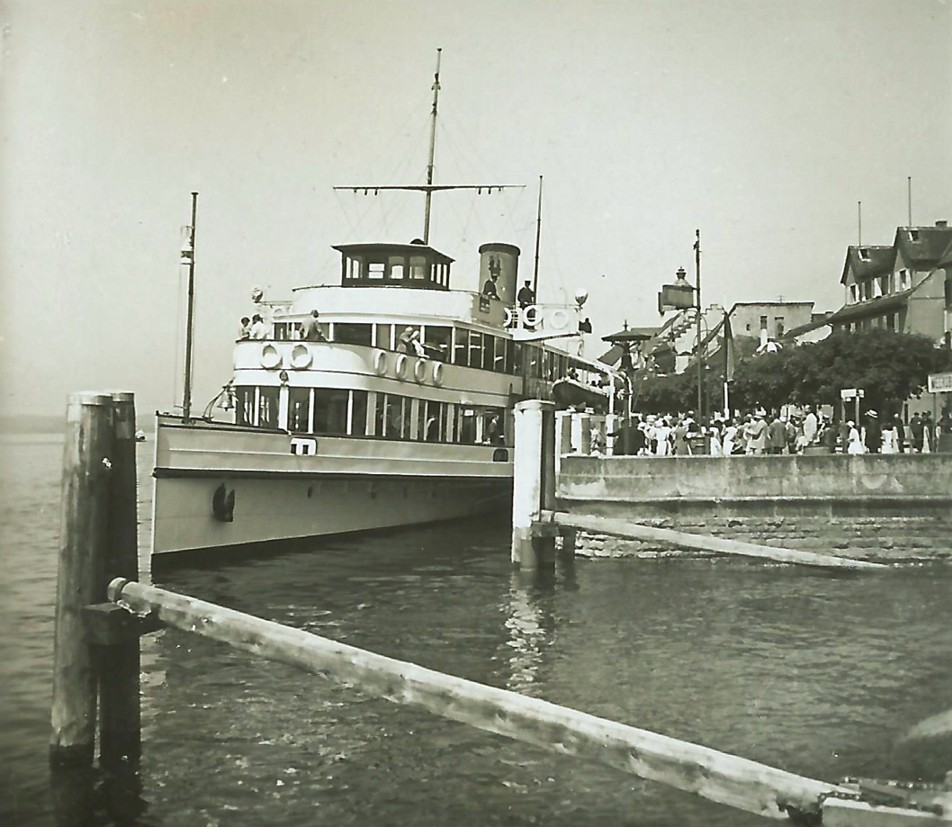
Die Stadt Überlingen zu Beginn der 1930er Jahre am Platz 1 in Meersburg

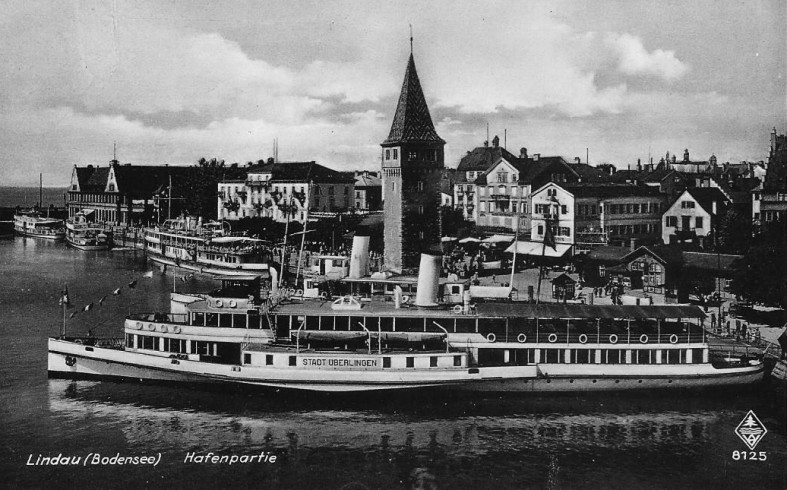
Die Stadt Überlingen 1935 im voll belegten Lindauer Hafen

1927 wurden von der Deutschen Reichsbahn zwei Passagierschiffe mit einer Kapazität von jeweils 1.000 Personen in Auftrag gegeben. Während man für den Hafen Lindau mit der Allgäu auf Dieselantrieb und Propeller setzte, wählte man für den Hafen Konstanz noch einmal den Schaufelradantrieb mit Dampfmaschine. Wegen der enormen Größe des Schiffs und der beengten Platzverhältnisse in den Bodenseehäfen wurden die Schaufelräder leicht vor der Schiffsmitte angeordnet, dadurch konnte die Manövrierfähigkeit des Schiffs verbessert werden. Am 21. September 1929 wurde das neue Dampfschiff als Ersatz für die ausgemusterte Baden aus dem Jahr 1871 in Dienst gestellt.
Eingesetzt wurde die Stadt Überlingen jedoch nur im Sommerfahrplan auf dem Obersee-Längsverkehr und für Sonderfahrten, da der Kohleverbrauch mit 40 kg pro Kilometer für einen permanenten Einsatz zu unwirtschaftlich war. Erst im Zweiten Weltkrieg, als die Dieselmotorschiffe aufgrund der Kraftstoffknappheit vermehrt stillgelegt wurden, wurde die Stadt Überlingen ganzjährig eingesetzt. Von 1945 bis 1948 wurde das Schiff als Unterkunft für die französischen Besatzungstruppen verwendet. Nachdem das Schiff wieder freigegeben worden war, wurde es grundlegend renoviert. Ab 1960 wurde die Stadt Überlingen als Ersatz für die ausgemusterten Dampfschiffe Zaehringen und Stadt Meersburg auf dem Überlinger See eingesetzt.
Um die Betriebskosten zu reduzieren, wurde der Umbau auf dieselelektrischen Schaufelradantrieb geprüft. Der Umbau konnte jedoch nicht durchgeführt werden, und so wurde die Stadt Überlingen 1963 ausgemustert. Der Weiterbetrieb des Dampfschiffs wurde von den Verantwortlichen als zu kostspielig erachtet. Zwei Jahre war sie noch im Konstanzer Hafen vertäut und wurde dann von Juni 1965 bis Januar 1966 abgewrackt. Den Namen Überlingen erhielt 1964 das MS Höri. Die Schiffsglocke der Stadt Überlingen trägt seit 1989 die Graf Zeppelin.
In der 34-jährigen Betriebsgeschichte des Schiffes kam es nur zu einem bekannten Ausfall, als 1959 in Bregenz ein Dampfventil riss und die Stadt Überlingen von der Augsburg nach Konstanz geschleppt werden musste.

## Größe
Die Stadt Überlingen war das längste Passagierdampfschiff auf dem Bodensee, mit einer Kapazität von 1.000 Personen auch das größte. Bei der Tonnage wurde sie von der 366 Tonnen schweren österreichischen Stadt Bregenz um 3,5 Tonnen überboten.
Bei den Bodensee-Dampfschiffen überhaupt hält die Stadt Überlingen den dritten Platz hinter den Eisenbahnfähren Dampftrajekt I (70,1 m) und Dampftrajekt II (68,6 m).

## Besonderheiten
Bei den touristischen Wettfahrten um das Blaue Band des Bodensees konnte die Stadt Überlingen zweimal gewinnen und einmal den zweiten Platz belegen. Sie war damit das einzige deutsche Passagierschiff sowie das einzige Dampfschiff, das dieses Rennen gewann.